# Abutilon coahuilae
Abutilon coahuilae là một loài thực vật có hoa trong họ Cẩm quỳ. Loài này được Kearney mô tả khoa học đầu tiên năm 1953.